# Renault 14CV
Renault 14CV est l’appellation commerciale d'une automobile de la marque Renault produite de 1902 à 1912.
Durant sa carrière, la voiture a connu des évolutions, correspondant à plusieurs types différents :
- Renault Type H (1902)
- Renault Type U (1903–1904)
- Renault Type X (1905–1909)
- Renault Type AB (1905)
- Renault Type BX (1909–1910)
- Renault Type CC (1911–1912)
- Renault Type DJ (1913–1914), nommée 16CV